# Кведа Сакара
Кведа Сакара (груз. ქვედა საქარა) — село в Грузії.
За даними перепису населення 2014 року в селі проживає 1989 особи.